# Pont-sur-Yonne
Pont-sur-Yonne je francouzská obec v departementu Yonne v regionu Burgundsko-Franche-Comté. V roce 2011 zde žilo 3 260 obyvatel. Je centrem kantonu Pont-sur-Yonne.

## Vývoj počtu obyvatel
Počet obyvatel 